# 1340 Yvette
Az 1340 Yvette (ideiglenes jelöléssel 1934 YA) a Naprendszer kisbolygóövében található aszteroida. Louis Boyer fedezte fel 1934. december 27-én, Algírban.